# Бен Гехт
Бен Гехт (нім. Ben Hecht; 28 лютого 1894 — 18 квітня 1964) — один з найуспішних і затребуваних сценаристів класичного Голлівуду. Перший сценарист, удостоєний премії «Оскар» (всього номінувався 6 разів, вигравав двічі). Протягом багатьох років підтримував дружні відносини і співпрацював зі «стовпами» Голлівуду — Д. Селзніком, С. Голдвіном, Г. Гоуксом, А. Гічкоком.

## Творчість
З родини мінських євреїв. Народився і помер у Нью-Йорку, але молодість провів у Чикаго. На початку 1920-х мав успіх як репортер кримінального розділу. Враження тих років знайшли відображення в комедії «Сенсація», вперше поставлена в 1928 році. У Росії п'єса вперше була поставлена Рубеном Симоновим у театрі імені Вахтангова в 1930 році.
У 1926 році Гехт отримав з Голлівуду, від свого друга Германа Манкевича, телеграму з пропозицією перебратися на «фабрику зірок»; вона говорила: «всі сценаристи тут — ідіоти». Його перший же сценарій до фільму Дж. фон Штернберга «Підпілля» (1927), був удостоєний «Оскара». Як сценарист Гехт вніс внесок у становлення найрізноманітніших жанрів — гангстерського фільму («Підпілля», «Обличчя зі шрамом»), бурлескної комедії («Його дівчина П'ятниця», «План життя»), трилера («Погана слава», «Заворожений»).
Пік голлівудської кар'єри Гехта припав на передвоєнні роки. У 1939 році за його сценаріями були поставлені всі три найкасовіші стрічки цього року — «Звіяні вітром», «Буремний перевал» і «Ганга Дін». У 1940 році з Гармсом зняв за власним сценарієм фільм «Янголи над Бродвеєм» з Рітою Гейворт у головній ролі, але режисерська кар'єра не отримала продовження. Прем'єра останнього фільму, над яким працював Гехт, «Казино „Рояль“», відбулася вже після його смерті.

## Сіонізм
У 1940-ві рр. Гект, що розділяв ідеї В. Є. Жаботинського, стає на позиції радикального сіонізму. Він піддавав гострій критиці єврейські організації і британський уряд за те, що вони зробили недостатньо для запобігання Голокосту. У книзі «Віроломство» (1961) звинуватив Р. Кастнера у співпраці з нацистами. Щоб залучити до Голокосту увагу простих американців, розміщував в газетах платні оголошення «Продаються 70 000 євреїв по 50 доларів штука» (натяк на те, що за 3,5 млн доларів можна було викупити з нацистських концтаборів всіх румунських євреїв).
Антибританські виступи Гехта привели до бойкоту його фільмів у Великій Британії. У зв'язку з цим у повоєнні роки його ім'я рідко можна побачити в титрах картин, над якими він працював. Гект став першим «сценарним доктором» — його запрошували, щоб відшліфувати чужий сценарій, якщо він з якихось причин не цілком задовольняв режисера або продюсерів. Крім того, в 1950-ті Гехт вів одне з перших ток-шоу в історії американського телебачення.